# Arrondissement Vierzon
Das Arrondissement Vierzon ist eine französische Verwaltungseinheit des Départements Cher in der Region Centre-Val de Loire. Hauptort (Unterpräfektur) ist Vierzon.
Es umfasst 43 Gemeinden aus fünf Wahlkreisen (Kantonen).

## Wahlkreise
- Kanton Aubigny-sur-Nère
- Kanton Mehun-sur-Yèvre
- Kanton Saint-Martin-d’Auxigny (mit 3 von 15 Gemeinden)
- Kanton Vierzon-1
- Kanton Vierzon-2

## Gemeinden
Die Gemeinden des Arrondissements Vierzon sind:
| 1. Allouis (18005)                 | 2. Argent-sur-Sauldre (18011)     | 3. Aubigny-sur-Nère (18015)       | 4. Berry-Bouy (18028)                 |
| 5. Blancafort (18030)              | 6. Brinay (18036)                 | 7. Brinon-sur-Sauldre (18037)     | 8. Cerbois (18044)                    |
| 9. Chéry (18064)                   | 10. Clémont (18067)               | 11. Dampierre-en-Graçay (18085)   | 12. Ennordres (18088)                 |
| 13. Foëcy (18096)                  | 14. Genouilly (18100)             | 15. Graçay (18103)                | 16. Ivoy-le-Pré (18115)               |
| 17. La Chapelle-d’Angillon (18047) | 18. Lazenay (18124)               | 19. Limeux (18128)                | 20. Lury-sur-Arnon (18134)            |
| 21. Massay (18140)                 | 22. Mehun-sur-Yèvre (18141)       | 23. Ménétréol-sur-Sauldre (18147) | 24. Méreau (18148)                    |
| 25. Méry-ès-Bois (18149)           | 26. Méry-sur-Cher (18150)         | 27. Nançay (18159)                | 28. Neuvy-sur-Barangeon (18165)       |
| 29. Nohant-en-Graçay (18167)       | 30. Oizon (18170)                 | 31. Presly (18185)                | 32. Preuilly (18186)                  |
| 33. Quincy (18190)                 | 34. Sainte-Montaine (18227)       | 35. Sainte-Thorette (18237)       | 36. Saint-Georges-sur-la-Prée (18210) |
| 37. Saint-Hilaire-de-Court (18214) | 38. Saint-Laurent (18219)         | 39. Saint-Outrille (18228)        | 40. Thénioux (18263)                  |
| 41. Vierzon (18279)                | 42. Vignoux-sur-Barangeon (18281) | 43. Vouzeron (18290)              |                                       |